# Leslie Cole
Leslie Cole (* 26. Februar 1987) ist eine ehemalige US-amerikanische Leichtathletin, die sich auf den Sprint spezialisiert hat. Ihren größten sportlichen Erfolg feierte sie mit dem Gewinn der Silbermedaille mit der US-amerikanischen 4-mal-400-Meter-Staffel bei den Hallenweltmeisterschaften 2012 in Istanbul.

## Sportliche Laufbahn
Leslie Cole absolvierte ein Studium an der University of Oklahoma und sammelte 2008 erste internationale Erfahrungen, als sie bei den U23-NACAC-Meisterschaften in Toluca in 22,92 s die Goldmedaille im 200-Meter-Lauf gewann. 2011 belegte sie bei den Panamerikanischen Spielen in Guadalajara in 23,46 s den siebten Platz über 200 Meter und schied mit 53,38 s in der Vorrunde im 400-Meter-Lauf aus. Zudem belegte sie mit der US-amerikanischen 4-mal-400-Meter-Staffel in 3:33,42 min den vierten Platz. Im Jahr darauf startete sie mit der Staffel bei den Hallenweltmeisterschaften in Istanbul und gewann dort in 3:28,79 min gemeinsam mit Natasha Hastings, Jernail Hayes und Sanya Richards-Ross die Silbermedaille hinter dem britischen Team. 2018 bestritt sie ihre letzte Wettkampfsaison und beendete daraufhin ihre aktive sportliche Karriere im Alter von 31 Jahren.

## Persönliche Bestzeiten
- 100 Meter: 11,22 s (+1,4 m/s), 2. Juni 2012 in Los Angeles
  - 60 Meter (Halle): 7,22 s, 26. Februar 2012 in Albuquerque
- 200 Meter: 22,63 s (+0,9 m/s), 21. April 2021 in Walnut
  - 200 Meter (Halle): 23,25 s, 16. Januar 2010 in College Station
- 400 Meter: 51,20 s, 13. Juni 2009 in Fayetteville
  - 400 Meter (Halle): 52,10 s, 26. Februar 2012 in Albuquerque